# Paul Leni
Paul Leni (Stuttgart, 8 juli 1885 – Los Angeles, 2 september 1929) was een Duits regisseur.
Leni werd geboren in een Joodse familie in Stuttgart. Op 15-jarige leeftijd trok hij naar Berlijn om er schilderkunst te studeren aan de kunstacademie. Hij werkte vervolgens als decorontwerper in verschillende schouwburgen in de Duitse hoofdstad. Vanaf 1913 ging hij aan de slag in de filmindustrie. Zijn eerste eigen film maakte hij in 1916. In 1927 ging hij in op een uitnodiging om films te gaan draaien voor Universal Studios in Hollywood. Hij regisseerde er voornamelijk horrorfilms.
Leni overleed op 44-jarige leeftijd aan een bloedvergiftiging.

## Filmografie (selectie)
- 1916: Das Tagebuch des Dr. Hart
- 1917: Dornröschen
- 1918: Das Rätsel von Bangalor
- 1919: Die platonische Ehe
- 1919: Prinz Kuckuck
- 1921: Die Verschwörung zu Genua
- 1921: Hintertreppe
- 1924: Das Wachsfigurenkabinett
- 1927: The Cat and the Canary
- 1927: The Chinese Parrot
- 1928: The Man Who Laughs
- 1929: The Last Warning